# Lluís Oliva
Lluís Oliva Vázquez de Novoa (Barcelona, 19 de julio de 1955-5 de abril de 2018) fue un periodista español, director de Televisión de Cataluña y de Cataluña Radio.

## Biografía

#### Radio
Tras formarse en periodismo en los Estados Unidos, inició su carrera profesional en California, trabajando en diversos medios de comunicación —prensa y televisión— entre 1977 y 1982. Fue nombrado jefe de operaciones de la emisora de radio KALI de Los Ángeles.
Entre 1982 y 1986 trabajó como jefe de programas en Antena 3 Radio en Cataluña, llegando a ser el director.
En 1986 fue nombrado director adjunto de Cataluña Radio, y en 1988 pasó a ser director del grupo de emisoras de Catalunya Radio. En su etapa como director, la radio pública catalana comenzó Cataluña Información, una emisora especializada en información continua que fue pionera en el Estado, basada en referentes como la CNN y France Info.

#### Televisión
En 1995 se convirtió en director de Televisión de Cataluña, cargo que ostentó hasta el 2001. Bajo su liderazgo se creó la Fundación La Marató de TV3 y TV3 obtuvo por primera vez el liderazgo histórico de audiencia, consolidándose como un canal de referencia entre el público catalán. En 1999, Oliva ejerció durante unos meses como director general de la CCRTV, la actual Corporación Catalana de Medios audiovisual (CCMA).

#### Docencia
Entre 1993 y 1995 fue profesor asociado de comunicación en la Facultad de Ciencias de la Información de la Universidad Autónoma de Barcelona (UAB). Desde el año 2000 hasta el momento de su muerte, era director de la productora audiovisual Imagic Telecom.
Murió a los 62 años a causa de una enfermedad respiratoria.